# Иберо-мавританска култура
Иберо-мавританската култура, наричана още Оранска и Уштатска по имената на магребски Оран и археологическия комплекс Уштата, е епиопалеолитска археологическа култура в Магреб, Северна Африка.
Иберо-мавританската култура просъществявала от около 10 120 г. пр.н.е. до 8550 г. пр.н.е. и през последния продължителен влажен сахарски климатичен период е погълната от потомствената ѝ капсийска култура.
|  | Тази страница частично или изцяло представлява превод на страницата „Иберо-мавританская культура“ в Уикипедия на руски. Оригиналният текст, както и този превод, са защитени от Лиценза „Криейтив Комънс – Признание – Споделяне на споделеното“, а за съдържание, създадено преди юни 2009 година – от Лиценза за свободна документация на ГНУ. Прегледайте историята на редакциите на оригиналната страница, както и на преводната страница, за да видите списъка на съавторите. ВАЖНО: Този шаблон се отнася единствено до авторските права върху съдържанието на статията. Добавянето му не отменя изискването да се посочват конкретни източници на твърденията, които да бъдат благонадеждни. |